# Чикагская поленница-1
«Чикагская поленница-1» (англ. Chicago Pile-1, CP-1) — первый в мире успешно работавший искусственный ядерный реактор. Был построен в 1942 году в Чикагском университете под руководством Энрико Ферми в рамках работ, позднее ставших основой Манхэттенского проекта (формальное осуществление Манхэттенского проекта началось 17 сентября 1943 года), по экспериментальной проверке возможности осуществления управляемой самоподдерживающейся цепной ядерной реакции и подготовки к созданию промышленных реакторов для наработки оружейного плутония.

## Конструкция
В качестве топлива использовался природный (необогащённый) уран в виде прессованных оксидов (около 33 т UO2 и около 3,7 т U3O8) и металлических слитков (общей массой около 5,6 т). Замедлителем был выбран графит исходя из того, что это был единственный материал необходимой чистоты, доступный в больших количествах (в реакторе было использовано около 350 т).
Активная зона была выполнена в виде послойно уложенных графитовых блоков, укреплённых деревянным каркасом. Блоки каждого второго слоя имели полости, в которые укладывалось ядерное топливо, образуя кубическую решётку с шагом около 21 см. Первоначально форма активной зоны задумывалась как приближённо сферическая с радиусом около 3,7 м, однако в процессе сборки стало очевидно, что критический размер может быть достигнут при несколько меньших размерах, поэтому верхняя часть сферы была «сплюснута», и общая высота составила чуть меньше 6 м.
Управление реакцией осуществлялось с помощью механического перемещения поглощающих нейтроны стержней из кадмия и бористой стали. Их было три типа:
- Регулирующие, управляемые с пульта в ручном и автоматическом режиме.
- Стержень аварийной защиты. В извлечённом состоянии подвешивался на верёвке, которую можно было перерубить в случае непредвиденных обстоятельств — стержень падал в реактор и глушил его.[5]
- Стержень, вытаскиваемый вручную («zip») для приведения реактора в критическое состояние.

Максимальный коэффициент размножения нейтронов был лишь немного больше единицы (1,0006), поэтому даже при полностью извлечённых поглотителях мощность нарастала довольно медленно, удваиваясь примерно каждую минуту, что позволяло легко поддерживать постоянную мощность даже при полностью ручном управлении.
Реактор не имел системы охлаждения и биологической защиты, поэтому мог работать лишь кратковременно и на очень маленькой мощности.

## Предыстория
Для создания ядерной бомбы требовалось получить достаточные количества ядерного делящегося материала. Перспективными направлениями были признаны получение урана-235 путём обогащения природного урана и наработка плутония-239 путём облучения природного урана-238 нейтронами. Оба пути были связаны с серьёзными трудностями и имели свои преимущества и недостатки, поэтому работа по ним развивалась параллельно.
Получение плутония требовало огромных нейтронных потоков, которые можно было бы сравнительно легко получить лишь при самоподдерживающейся цепной ядерной реакции. В 1939 г. Лео Силардом и Ферми была высказана идея, что такой реакции можно достичь путём помещения ядер урана в матрицу замедлителя. Для исследования реакторов на уран-графитовых решётках в 1941 г. в Чикагском университете была создана лаборатория с кодовым названием «Металлургическая», которую возглавил Артур Комптон.
В состав лаборатории вошли многие известные физики и химики. Экспериментальная группа под руководством Ферми главным образом занималась самой цепной ядерной реакцией, химический отдел — химией плутония и методами разделения, теоретическая группа под руководством Вигнера — разработкой промышленных реакторов, хотя из-за тесной взаимосвязи научно-технических вопросов задачи могли перераспределяться между группами.
Расчёт оптимальных параметров будущего реактора требовал как точного определения прикладных величин вроде коэффициента размножения нейтронов, так и измерений характеристик конкретных образцов материалов, предназначенных для постройки реактора. Для этих целей было создано несколько десятков подкритических сборок с дополнительными источниками нейтронов. Поскольку металлический уран достаточной чистоты был получен только в ноябре 1942 г., эксперименты проводились с прессованным оксидом урана.
К июлю эксперименты на подкритических сборках продвинулись достаточно, чтобы начать разработку реактора с критической массой.
Исходные оценки критического размера активной зоны были завышены, поэтому в конструкции реактора была предусмотрена оболочка, из которой можно было бы откачать воздух для уменьшения поглощения нейтронов. Она была изготовлена на заводе Goodyear по производству оболочек аэростатов (из-за секретности проекта её истинное назначение было скрыто, что вызвало там массу шуток о «квадратном воздушном шаре»).
К ноябрю оболочка с одной открытой стороной была подвешена над площадкой, и сборка реактора началась путём послойной укладки графитовых блоков и брикетов оксида урана (дефицитный металлический уран использовался лишь в центральной части реактора). Каждый слой укреплялся деревянными брусьями. Форма и размер слоёв менялись с высотой, придавая всей конструкции приблизительно сферическую форму. Две группы «строителей» (одна под руководством Уолтера Зинна (Walter H. Zinn), другая — Герберта Андерсона (Herbert L. Anderson)) работали почти круглосуточно. В. Уилсон (Volney C. Wilson) руководил работой с контрольно-измерительной аппаратурой.
Большинство «строительных материалов» изготавливалось непосредственно на месте, в соседних помещениях. Порошкообразный оксид урана прессовался в брикеты на гидравлическом прессе. Графитовые блоки выпиливались с помощью обычных деревообрабатывающих станков. По воспоминаниям самих участников, из-за большого количества образующейся чёрной пыли они весьма походили на шахтёров после смены.
После укладки каждого слоя поглощающие стержни осторожно извлекались и проводились измерения нейтронных параметров. К примерно 50-му слою из 75 запланированных стало ясно, что критичность может быть достигнута даже при несколько меньших размерах активной зоны, чем предполагалось в начальных расчётах. Соответственно, количество и размеры последующих слоёв были уменьшены.
1 декабря измерения показали, что размер собираемого реактора приближается к критическому. К концу дня, после укладки 57-го слоя, Зинн и Андерсон провели серию измерений активности, которые привели их к выводу, что при извлечении управляющих стержней в реакторе сможет развиться самоподдерживающаяся ядерная реакция. Однако было решено отложить всю дальнейшую работу до следующего дня, когда Ферми и другие участники появятся на площадке.

## Эксперимент

Интенсивность ядерной реакции в ходе первого эксперимента

2 декабря 1942 г. состоялся первый опыт по достижению надкритического состояния с развитием самоподдерживающейся цепной ядерной реакции.
В 9:35 стержень аварийной защиты был извлечён, и начались осторожные измерения зависимости нейтронного потока от положений регулирующих стержней, пока ещё в подкритическом состоянии. Ближе к полудню сработала система аварийной защиты, оказавшаяся установленной на слишком низкий уровень.
После перерыва на обед эксперимент был продолжен. Запись интенсивности нейтронного потока с автоматического регистратора с подписями о положении стержней показана на рисунке. (Резкие скачки графика вызваны переключением диапазонов чувствительности.) В начале видно характерное экспоненциальное приближение к равновесному уровню интенсивности для каждого положения поглощающего стержня в подкритическом состоянии реактора. Чем больше извлечён стержень, тем ближе реактор к критическому состоянию, и, соответственно, выше равновесная интенсивность. В конце, с 15:36, отчётливо виден экспоненциальный рост интенсивности, соответствующий нарастающей цепной реакции в надкритическом реакторе. С 15:53 виден резкий спад интенсивности — реактор был заглушён автоматической системой.
Пиковая мощность в этом эксперименте составила лишь около половины ватта, однако сама возможность управляемой самоподдерживающейся реакции была убедительно продемонстрирована.
12 декабря реактор проработал 35 мин. на мощности около 200 Вт. При этом радиационный фон составлял 3 Р/ч непосредственно вблизи реактора и около 360 мР/ч в дальних углах зала.

## Дальнейшая судьба
В феврале 1943 г. реактор был разобран, и его части перевезены в будущую Аргоннскую лабораторию, где они были использованы для сборки реактора CP-2.
Небольшие части графита из первого реактора выставлены в чикагском Музее науки и промышленности и музее науки Брэдбери Лос-Аламосской национальной лаборатории.
Научная статья о реакторе была опубликована в American Journal of Physics лишь спустя 10 лет, в 1952 г., после снятия секретности. В 1955 г. Ферми и Силарду был выдан патент США № 2708656 на «нейтронный реактор» (заявка была подана ещё в 1944 г.).
Место, на котором был построен CP-1, внесено в списки исторических достопримечательностей США и г. Чикаго. В 1967 г., к 25-й годовщине осуществления первой цепной ядерной реакции, на нём установлен памятник «Nuclear Energy» .